# Kvarnmyrornas naturreservat
Kvarnmyrornas naturreservat är ett naturreservat i Nordanstigs kommun i Gävleborgs län.
Området är naturskyddat sedan 2018 och är 215 hektar stort. Reservatet omfattar en del av Kolån, våtområdet däromkring, benämnt Kvarnmyrorna, samt tall- och grandominerad naturskog.